# Zdzisław Peszkowski

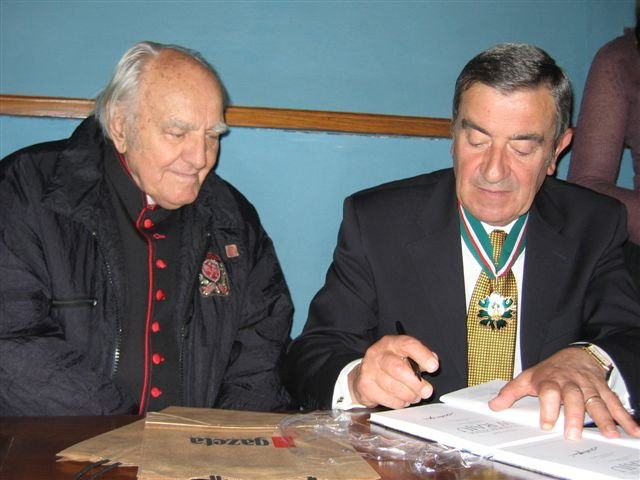
Zdzisław Peszkowski w rozmowie z włoskim fotografem Arturo Marim (Warszawa, 13 października 2005)

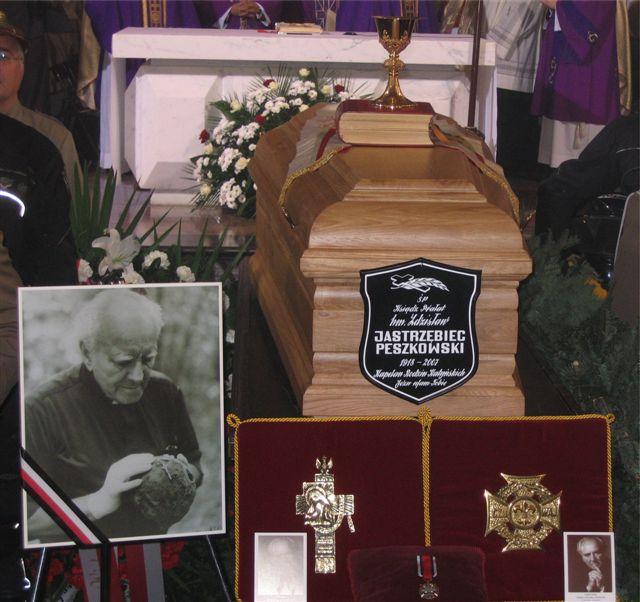
Pogrzeb ks. Zdzisława Peszkowskiego (katedra św. Jana w Warszawie, 16 października 2007)

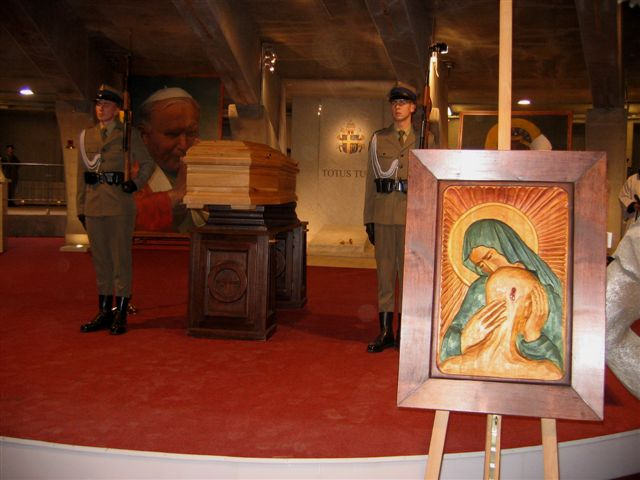
Świątynia Opatrzności Bożej w Warszawie, 16 października 2007

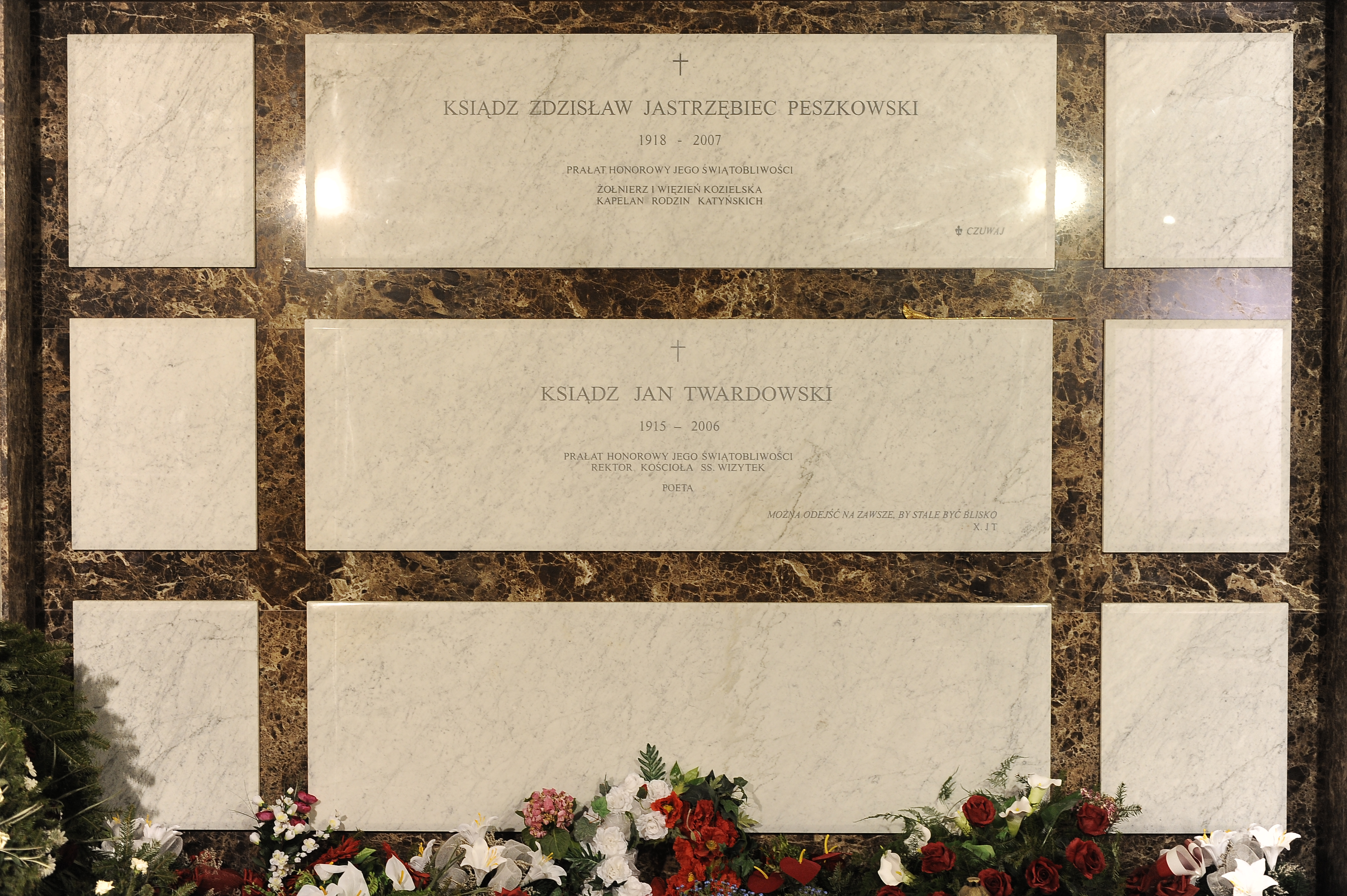
Krypta księdza Zdzisława Jastrzębca Peszkowskiego w Panteonie Wielkich Polaków Świątyni Opatrzności Bożej w Warszawie

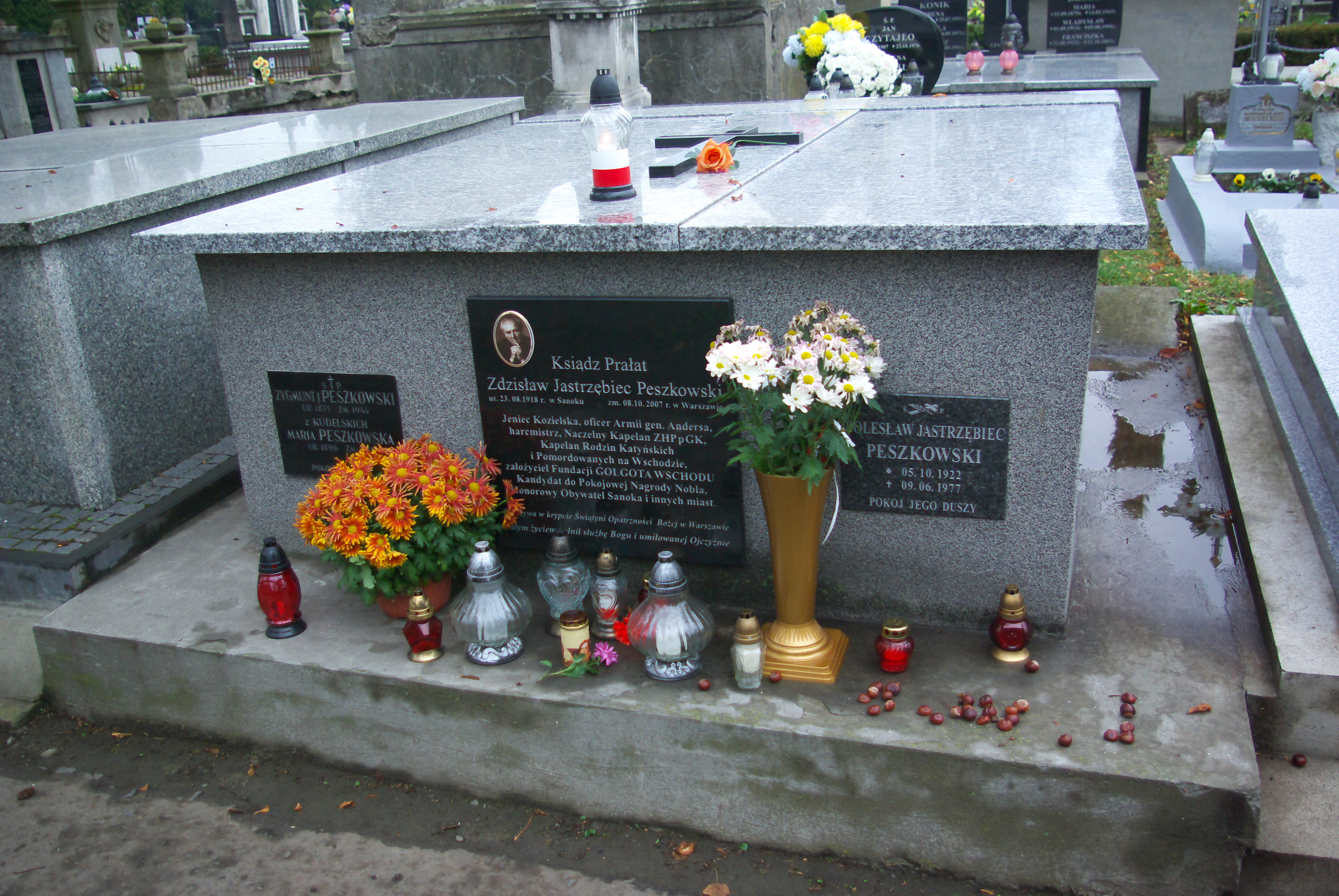
Grobowiec Peszkowskich w Sanoku z symboliczną tablicą upamiętniającą księdza

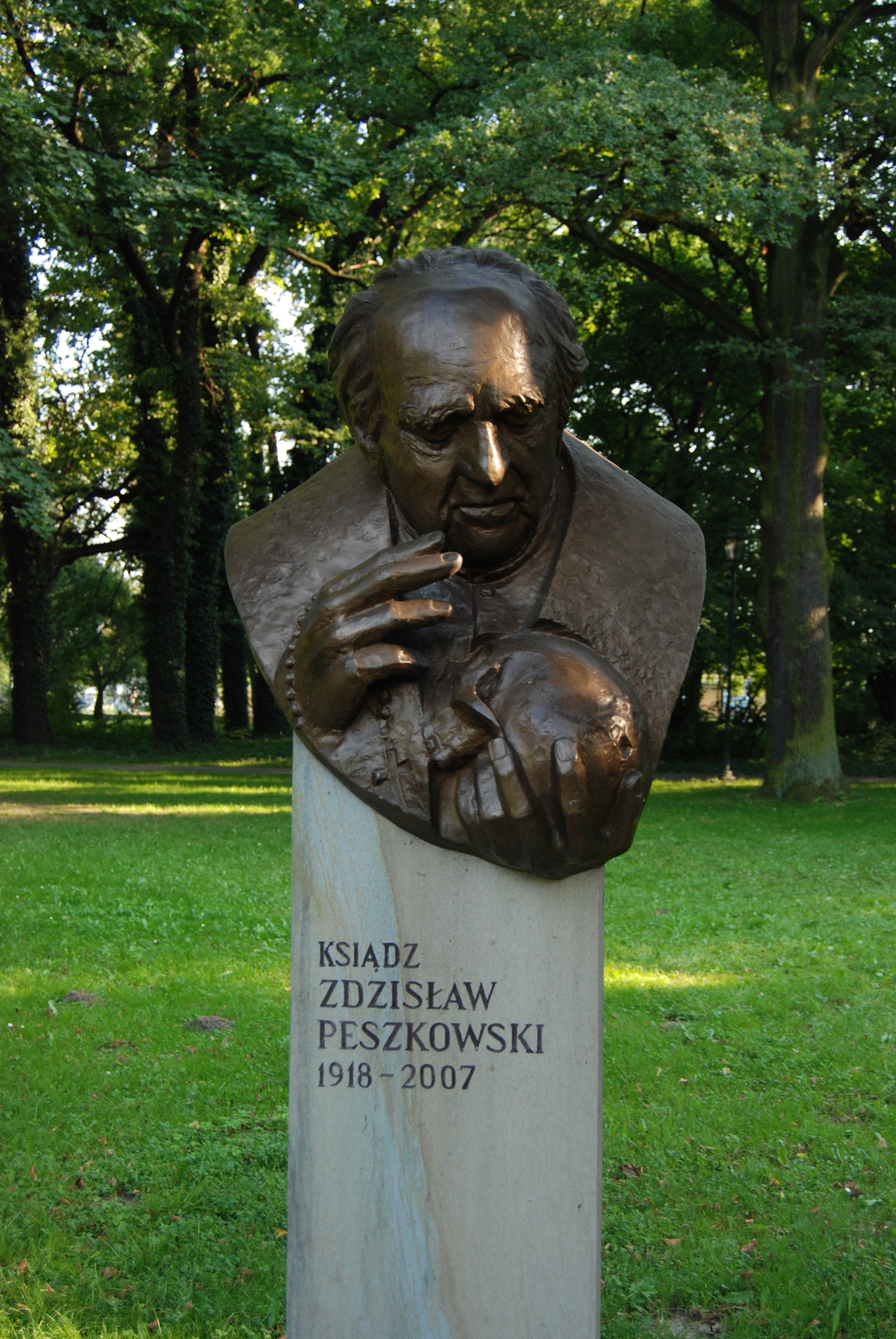
Popiersie ks. Zdzisława Peszkowskiego w Parku Jordana w Krakowie

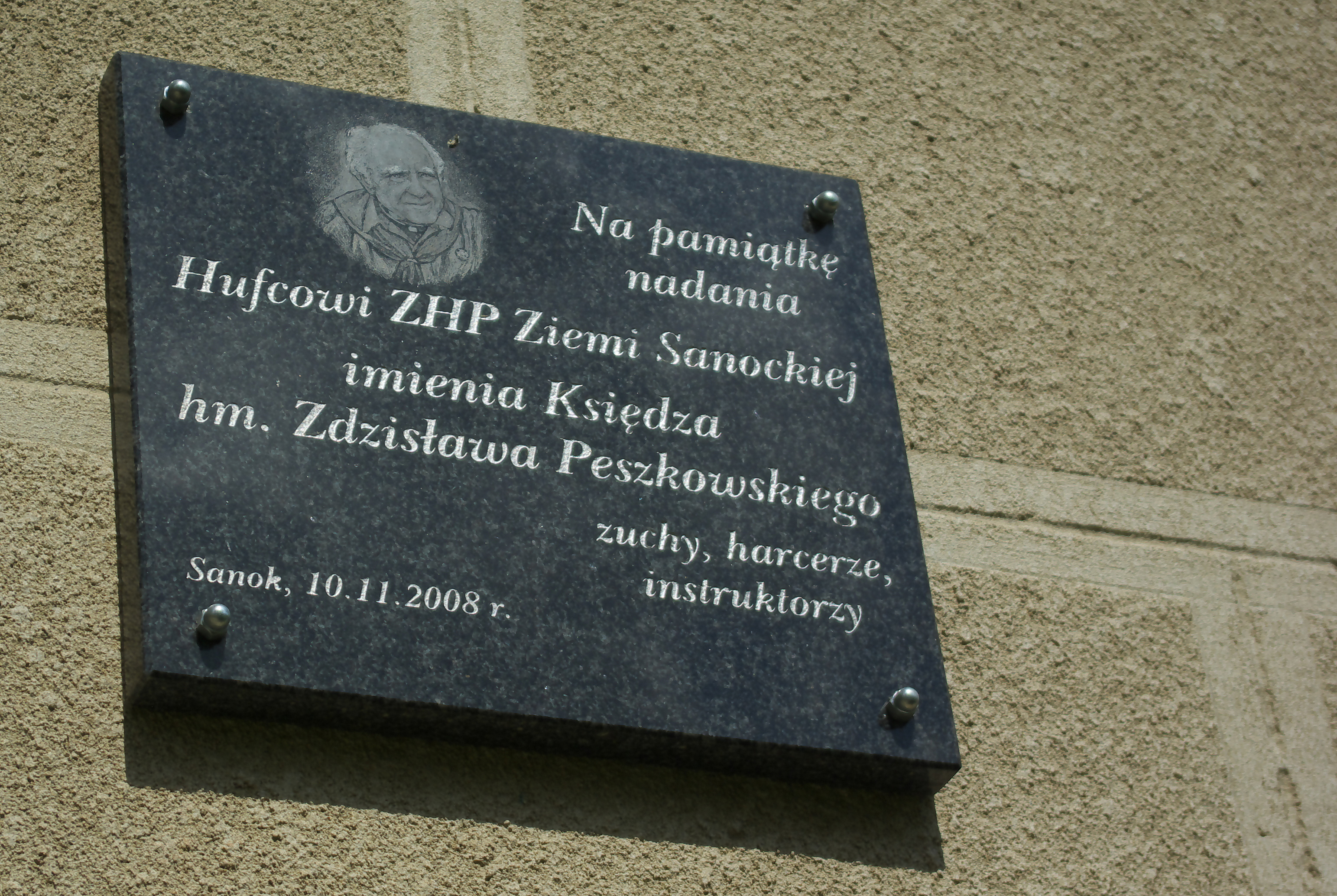
Tablica upamiętniająca ks. Zdzisława Peszkowskiego na Domu Harcerza w Sanoku

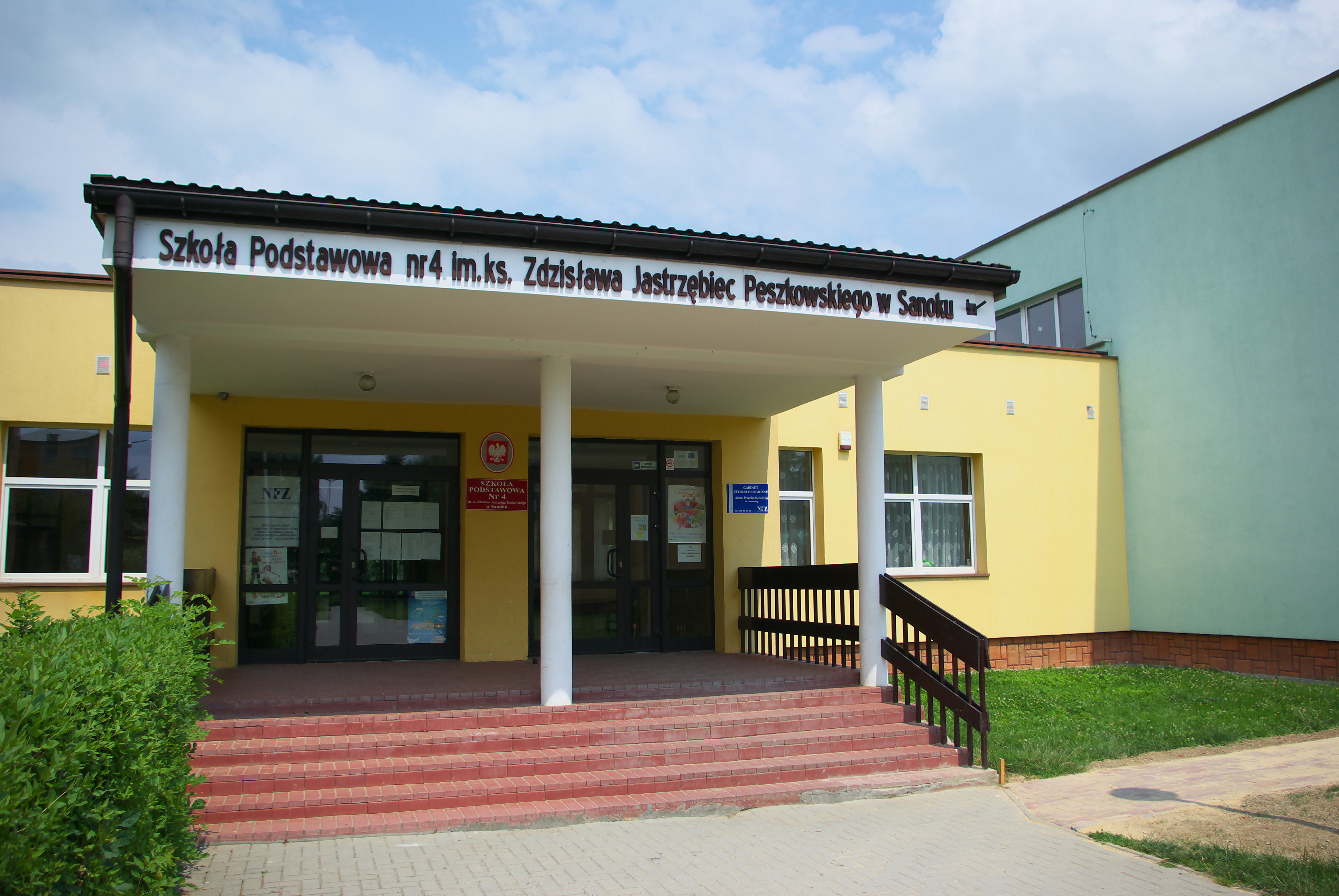
Szkoła Podstawowa nr 4 im. ks. Zdzisława Jastrzębiec Peszkowskiego w Sanoku

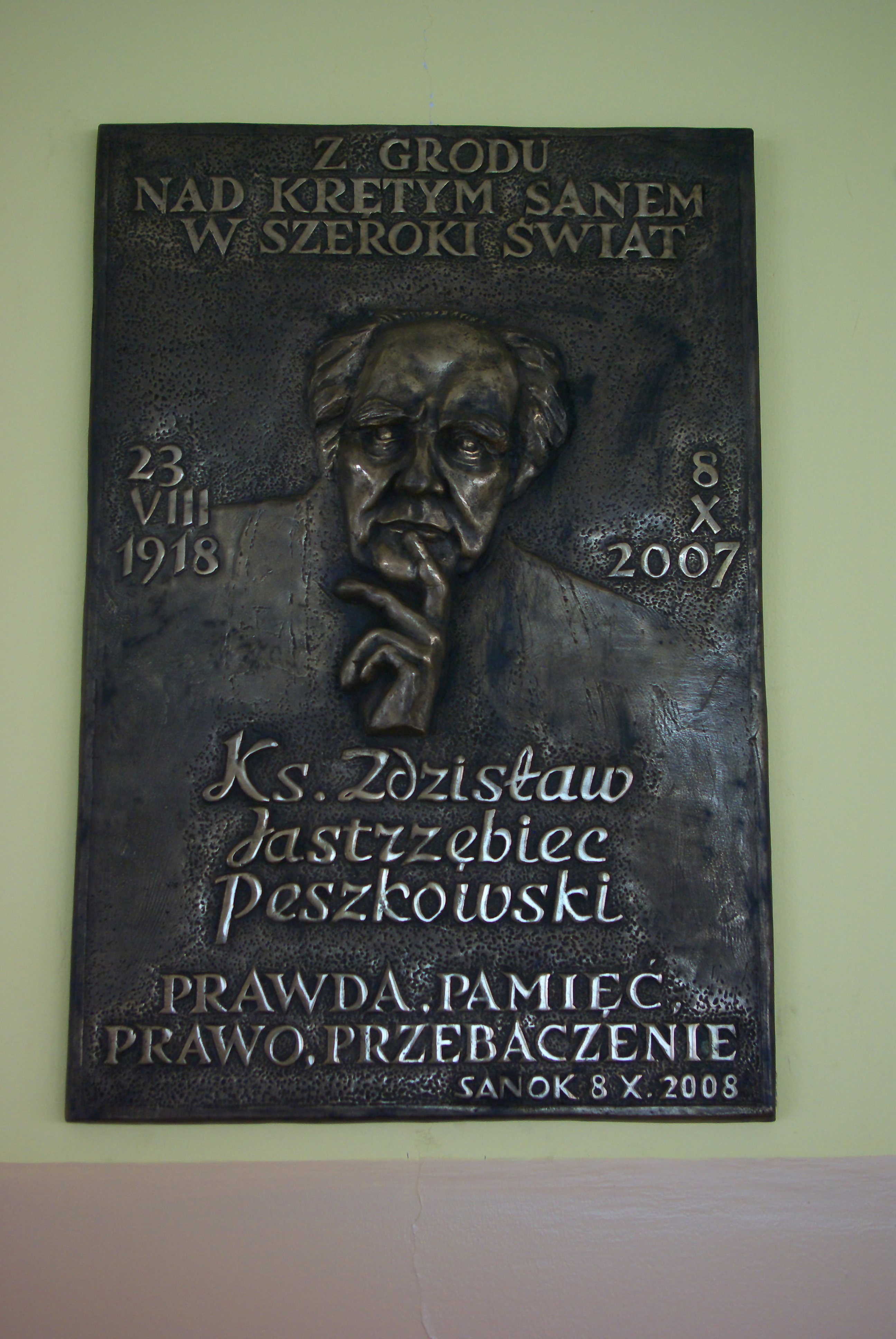
Tablica pamiątkowa w Szkole Podstawowej nr 4 w Sanoku

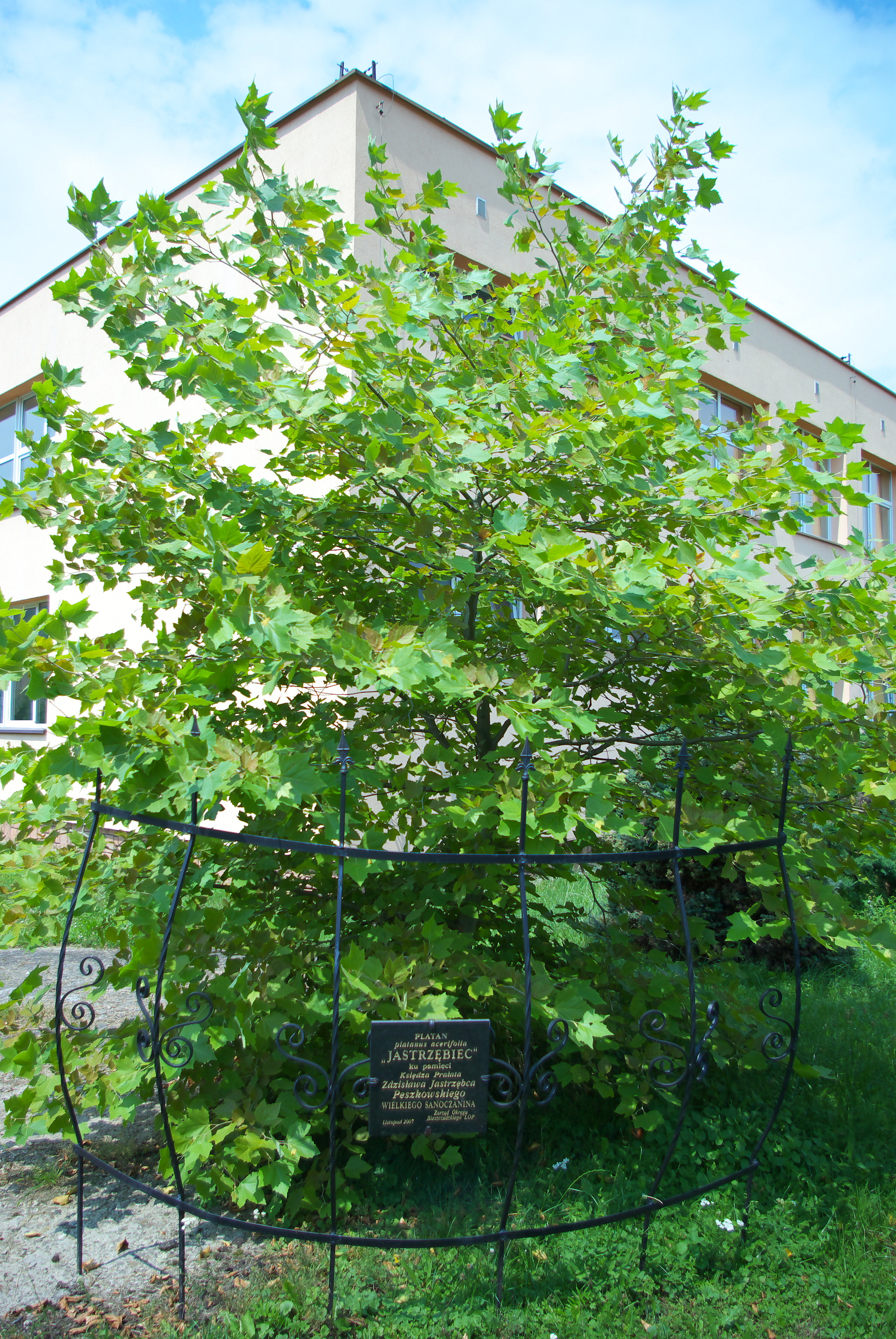
Platan upamiętniający księdza przy Szkole Podstawowej nr 4 w Sanoku

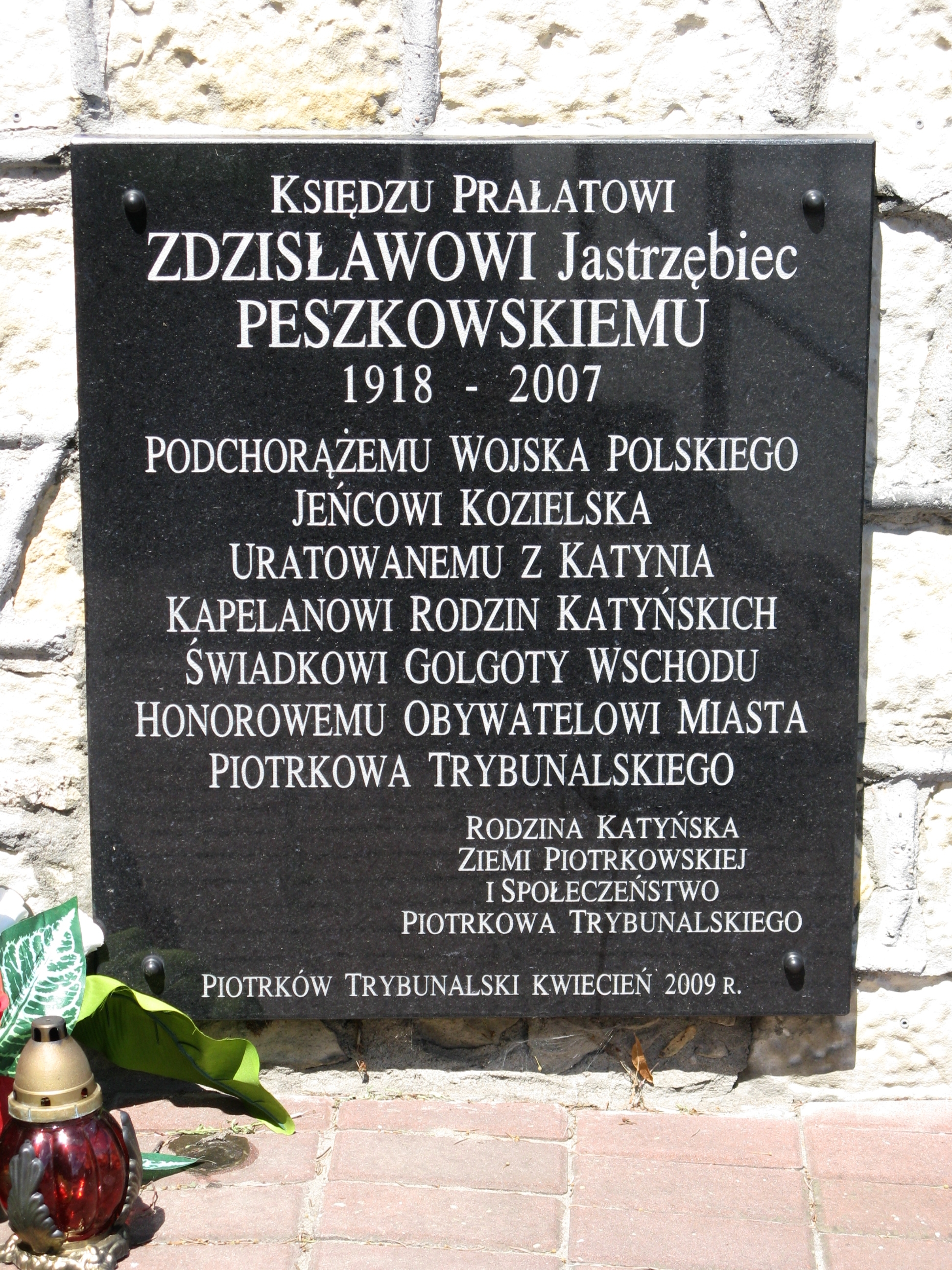
Tablica upamiętniająca ks. Zdzisława Peszkowskiego w Piotrkowie Trybunalskim

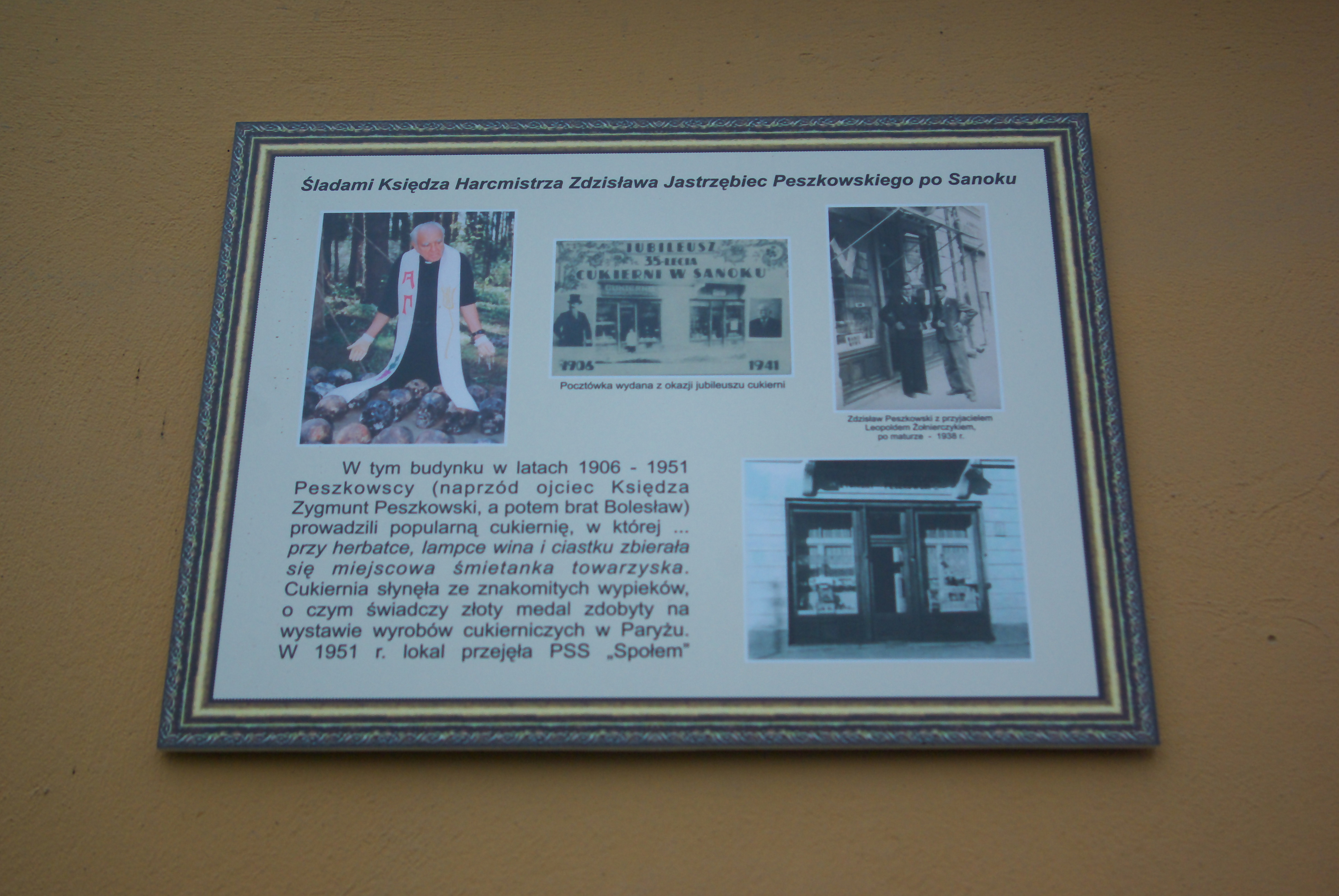
Tablica upamiętniająca cukiernię Peszkowskich przy ulicy Jagiellońskiej 10 w Sanoku

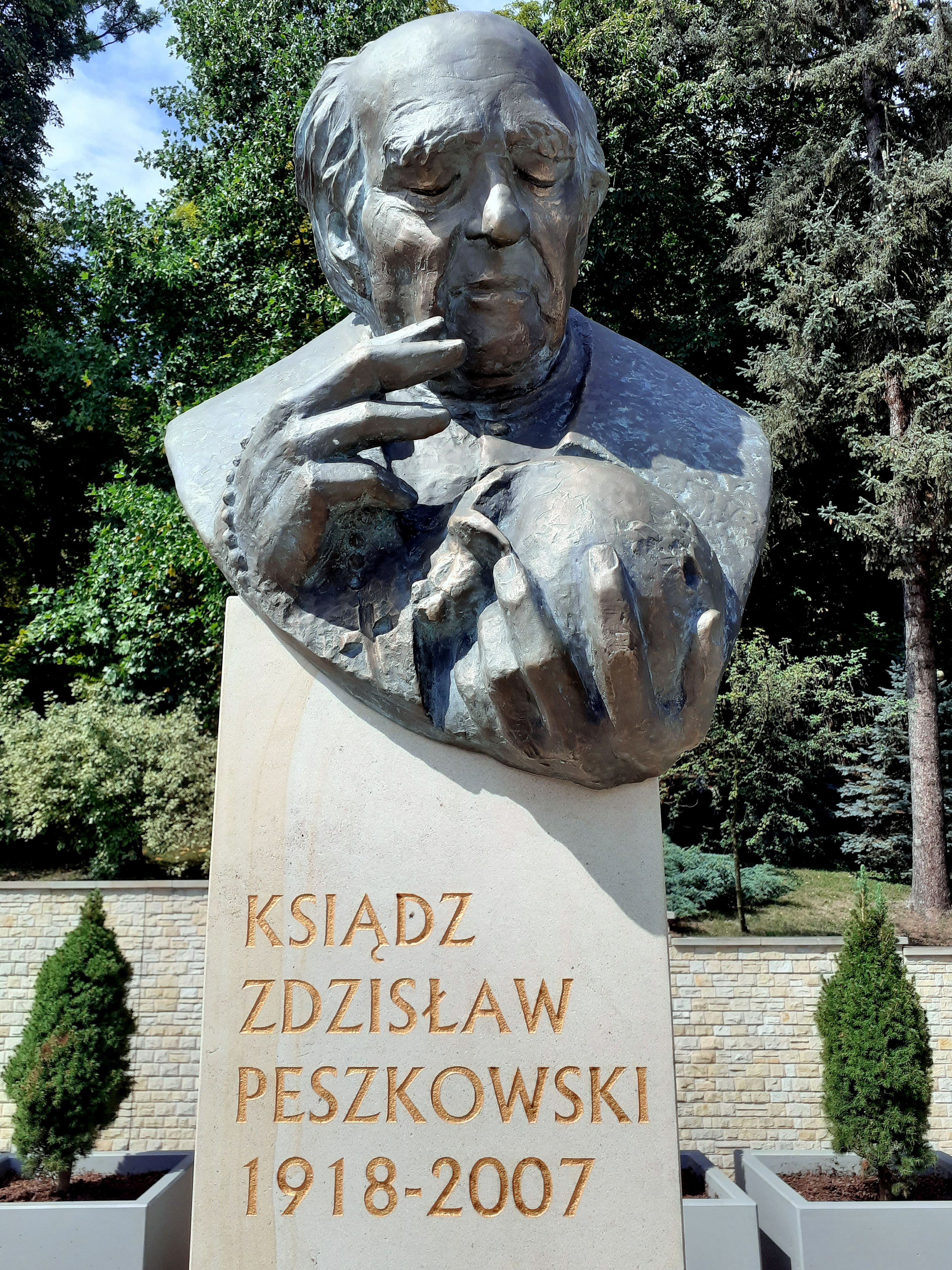
Popiersie ks. Zdzisława Peszkowskiego na Placu Harcerskim jego imienia w Sanoku

Zdzisław Aleksander Peszkowski herbu Jastrzębiec (ur. 23 sierpnia 1918 w Sanoku, zm. 8 października 2007 w Warszawie) – polski prezbiter katolicki, doktor filozofii, kapelan Jana Pawła II, harcmistrz, podchorąży kawalerii Wojska Polskiego II RP, rotmistrz Polskich Sił Zbrojnych na Zachodzie, kapelan „Rodzin Katyńskich” i pomordowanych na Wschodzie, Kapelan Naczelny ZHP pgK, patron honorowy Hufca ZHP Ziemi Sanockiej.

## Życiorys

### Dzieciństwo i młodość
Pochodził z rodziny szlacheckiej Peszkowskich herbu Jastrzębiec. Urodził się pod koniec I wojny światowej 23 sierpnia 1918 w Sanoku w zamożnej rodzinie. Był synem pochodzących z Limanowej Zygmunta Jastrzębiec Peszkowskiego (1875–1946, mistrz cukierniczy) i Marii z domu Kudelskiej herbu Ślepowron (1896–1970), którzy w Sanoku prowadzili lokal gastronomiczny zwany „cukiernią Peszkowskich” (położony przy ówczesnej ulicy Liskiej, w kamienicy pod adresem ulicy Jagiellońskiej 10. Wraz z rodziną zamieszkiwał w domu przy ulicy Jagiellońskiej 28 (po przemianowaniu w PRL ul. Karola Świerczewskiego 28, później 26), położonym poniżej tejże kamienicy. Miał starszą siostrę Helenę (1916–1918, zmarła podczas pandemii hiszpanki) oraz młodszych braci: Wiesława (1920-1976, podczas II wojny światowej żołnierz gen. Stanisława Maczka, później emigrant w USA, kierownik fabryki) i Bolesława (1922-1977, tenisista stołowy w klubie Sanoczanka Sanok, po ojcu prowadził cukiernię w Sanoku). Krewnymi Zdzisława Peszkowskiego byli: Ludwik Peszkowski (nauczyciel i dyrektor szkoły wydziałowej w Krakowie), ppłk art. Edward Peszkowski (oficer Wojska Polskiego, ofiara zbrodni katyńskiej), płk pilot Jerzy Bajan oraz mjr audytor Stanisław Kudelski.
Zdzisław Peszkowski został ochrzczony w kościele Przemienienia Pańskiego w Sanoku 30 października 1918. W Sanoku od 1929 uczył się w Państwowym Gimnazjum Męskie im. Królowej Zofii w Sanoku, gdzie ukończył szkołę powszechną, gimnazjum oraz w 1938 liceum z egzaminem dojrzałości (w jego klasie był m.in. Zbigniew Dańczyszyn, Władysław Majcher). Był ministrantem w sanockiej parafii pw. Przemienienia Pańskiego, przy czym (jak przyznał po latach) chętniej uczęszczał do sanockiego kościoła Franciszkanów. Został członkiem Sodalicji Mariańskiej. W trakcie nauki jego katechetą był ks. Paweł Rabczak, który wywarł na niego wpływ w kontekście późniejszego wstąpienia do stanu duchownego. Tenże kapłan był także prefektem bursy w Sanoku, gdzie przez jeden rok szkolny zamieszkiwał Peszkowski. Brał udział w działalności amatorskiej grupy teatralnej. W sanockim gimnazjum był prezesem Związku Gmin i Organizacji Uczniowskich.
W Sanoku Zdzisław Peszkowski zaangażował się w ruch harcerski 1 listopada 1928 pod Krzyżem Powstańców na cmentarzu w Sanoku złożył Przyrzeczenie Harcerskie. Kolejno pełnił funkcje zucha, szeregowego, drużynowego II Drużyny Harcerzy oraz wodza zuchów i namiestnika zuchowego. Zdobywał stopnie i sprawności i angażował się w działalność harcerską, co przełożyło się na wyjazdy – w 1933 brał udział w obozie harcerskim w Zetemiance koło Skolego, a w maju 1935 jako wywiadowca reprezentował hufiec podczas uroczystości pogrzebowych marszałka Józefa Piłsudskiego. W lipcu 1935 jako zastępowy uczestniczył w Jubileuszowym Zlocie ZHP w Spale. W 1936 mianowany drużynowym II Drużyny gimnazjalnej Harcerskiej im. kpt. Franciszka Żwirki. W 1937 oddelegowany do szkoły zuchmistrzów ZHP Aleksandra Kamińskiego, który po kursie przyjął go na instruktora Szkoły Harcerskiej jako namiestnika zuchowego. Następnie zdobył stopień podharcmistrza (nadał go Zbigniew Trylski 10 czerwca 1938). Uzyskane umiejętności, wiedzę i doświadczenie przekazywał podkomendnym podczas kursów, obozów, szkoleń. W późniejszych latach swoją przynależność do ZHP zawsze okazywał poprzez noszenie Krzyża Harcerskiego (również jako żołnierz i kapłan).
Od 30 września 1938 do 15 lipca 1939 był słuchaczem Szkoły Podchorążych Rezerwy Kawalerii w Grudziądzu. Został podchorążym kawalerii Wojska Polskiego. Był przydzielony do plutonu w III szwadronie. Także w tym miejscu był wychowawcą i opiekunem harcerskim. Po ukończeniu szkoły został skierowany na praktykę do 20 Pułku Ułanów im. Króla Jana III Sobieskiego w Rzeszowie, w którym szkolił zmobilizowanych żołnierzy.

### II wojna światowa
W czasie kampanii wrześniowej 1939 dowodził plutonem pułku. W chwili agresji ZSRR na Polskę z 17 września, po wycofaniu pułku na wschód, jego szwadron stacjonował w pałacu w Pomorzanach, gdzie 20 września został otoczony i wzięty do niewoli przez wojska sowieckie. Jeńców zgromadzono początkowo w starej siedzibie rodu Puzynów i Ogińskich. Zdzisław Peszkowski mając możliwość ucieczki zrezygnował z niej pozostając z żołnierzami swojego pułku.
Miało tam miejsce wydarzenie, które jak można przypuszczać, ocaliło życie Zdzisławowi Peszkowskiemu od katyńskiej zagłady. W Pomorzanach przebywał razem z żoną wybitny malarz Vlastimil Hofman, który okazywał polskim jeńcom wiele współczucia i niezmordowanie portretował ich na niewielkich kartonikach. Portreciki miały być wysłane do rodzin, a jednym z portretowanych był Zdzisław Peszkowski. Pomagając skarbnikowi dywizjonu w rozdzielaniu pieniędzy pomiędzy żołnierzy i ukrywając znaczną ich część, po dostaniu się do niewoli postanowił przekazać je Hofmanowi, aby nie dostały się w ręce władz sowieckich.
W październiku 1939 jeńców polskich przewieziono z Pomorzan do Wołoczysk, a następnie przetransportowano bydlęcymi wagonami do Kozielska, gdzie 1 listopada zostali umieszczeni w częściowo zniszczonych zabudowaniach Monasteru Kozielskiego. Na wiosnę 1940 rozpoczęto wywózki jeńców. Nikt wówczas nie przypuszczał, że oficerowie polscy trafiali do katyńskiego lasu i tam byli mordowani w ramach zbrodni katyńskiej. W jednym z pierwszych transportów wywózkowych był pchor. Juliusz Bakoń, kolega szkolny Zdzisława Peszkowskiego z jednego rocznika w sanockim gimnazjum (wobec niesprzyjającej pogody Peszkowski przed odjazdem ofiarował mu koc opatrzony swoim nazwiskiem, który podczas ekshumacji był powodem przypisania tożsamości Zdzisława Peszkowskiego do zwłok Juliusza Bakonia). Ponadto więźniami Kozielska i ofiarami zbrodni katyńskiej byli wymieniani przez Zdzisława Peszkowskiego w późniejszych wspomnieniach jego koledzy z Sanoka (Zygmunt Bezucha, Stanisław Michalski) oraz jego krewni (Alfons Kudelski, Roman Peszkowski, zaś w tym samym czasie w Charkowie został zamordowany także brat Romana, Edward Peszkowski). Wśród wspominanych przez Peszkowskiego oficerów z Kozielska byli także m.in. ppłk Edward Wania (komendant szkoły w Grudziądzu) i Józef Konopka (nauczał go w obozie języka angielskiego).
12 maja 1940 w ostatnim transporcie 232 osób był Zdzisław Peszkowski. Ta grupa nie trafiła jednak do Katynia, lecz przez stację Babino do obozu w Pawliszczew-Borze, gdzie analogicznie zwieziono także jeńców z ostatnich transportów z obozów w Ostaszkowie i Starobielsku (łącznie było ich 448). Następnie w czerwcu 1940 wszystkich przewieziono do obozu jenieckiego NKWD w Griazowcu. W tym czasie przebywali tam inni ocaleni od zagłady i wspominani przez Peszkowskiego, m.in.: Zygmunt Berling, Józef Czapski, Bronisław Młynarski (syn Emila), lekarze Stanisław Sadowski, Bolesław Szarecki, Bolesław Redzisz, poeta Janusz Wedow, a także księża Kamil Kantak i Franciszek Tyczkowski. 2 września 1941 żołnierze wyruszyli z Griazowca do miejsc formowania Polskich Sił Zbrojnych w ZSRR. W ten sposób Peszkowski i kilkuset innych więźniów nie podzieliło losu niemal 22 tysięcy zamordowanych przez NKWD polskich oficerów, policjantów i przedstawicieli inteligencji, doczekało napaści niemieckiej na ZSRR, zawarcia układu Sikorski-Majski i utworzenia w Związku Sowieckim polskiej armii pod dowództwem gen. Władysława Andersa.
Awansowany do stopnia porucznika, a później rotmistrza, Zdzisław Peszkowski dowodził kompanią w 1 Pułku Ułanów Krechowieckich w 2 Korpusem Polskim Polskich Sił Zbrojnych na Zachodzie gen. Władysława Andersa. W oddziale tym sprawował funkcję oficera kulturalno-oświatowego, organizował uroczystości religijne i patriotyczne oraz stworzył krąg harcerski „Podkówka”. Po opuszczeniu obszarzu ZSRR (w Wielką Środę 1942), przez Morze Kaspijskie do Pahlevi, odbywał szlak przez Irak, Iran, Indie, Egipt, Liban, Syrię, Liban, Włochy, by finalnie trafić do Wielkiej Brytanii. W międzyczasie, w kwietniu 1944 został skierowany wyłącznie do działalności harcerskiej. Jednym z zadań było kształcenie i wychowanie młodzieży polskiej i przygotowanie do życia na emigracji, którą razem z wojskiem udało się wyprowadzić z ZSRR. Jako harcmistrz trafił do Valivade w Indiach, „polskiego” miasteczka w Indiach (ośrodek szkolnictwa, gdzie trafiały dzieci uratowane z obszaru ZSRR) organizował szkoły, drużyny i hufce harcerskie na emigracji. Nosił wówczas przydomek „Druh Ryś”. Został mianowany instruktorem, 10 sierpnia 1943 w składzie grupy instruktorów wyjechał z Iraku do Iranu i był członkiem ekipy wizytacyjnej na Iran. W Iraku, w trakcie szkolenia na pustyni, 30 kwietnia 1943 został mianowany harcmistrzem. Publikował wówczas w czasopiśmie „Skaut” (organie prasowym ZHP na Wschodzie) i był członkiem jego komitetu redakcyjnego. W 1944 był skierowany jako instruktor ZHP do Indii, gdzie przebywał także w 1945. Z dniem 15 września 1946 został mianowany zastępcą komendanta ZHP na Wschodzie i wizytatorem wychowania harcerskiego na Indie.

### Na emigracji
Po zakończeniu II wojny światowej podjął studia psychologii i filozofii na Uniwersytecie Oksfordzkim w Anglii. Postanowił jednak zostać kapłanem i za radą abp. Józefa Gawliny wyjechał do Rzymu podejmując naukę w Papieskim Uniwersytecie Gregoriańskim. Stamtąd powrócił do Oxfordu, po czym za radą swojego spowiednika, ks. dr. Leopolda Dallingera, podjął studia w Polskim Seminarium Duchownym w Orchard Lake na Uniwersytecie Wisconsin w Detroit. Rozpoczął tam studia teologiczne i polonistyczne 13 stycznia 1950. W okresie kształcenia pracował w charakterze policjanta w Cleveland, a ponadto udzielał się przy organizacji kursów harcerskich i sokolich.
Uzyskał tam tytuł magistra teologii. 5 czerwca 1954 w katedrze w Detroit otrzymał z rąk abp. Edwarda Mooneya sakrament święceń kapłańskich. W 1954 wszedł w skład fakultetu Polonijnych Studiów Naukowych w Orchand Lake. Został profesorem teologii pastoralnej i literatury języka polskiego w Seminarium św. Cyryla i Metodego oraz w St. Mary’s College. Odbywał dalsze studia na uczelniach w USA oraz na Polskim Uniwersytecie na Obczyźnie w Londynie, gdzie uzyskał stopień naukowy doktora filozofii. W 1970 otrzymał tytuł prałata domowego Jego Świątobliwości.
Funkcjonował także jako kapelan harcerski, zaś w 1983 został Naczelnym Kapelanem ZHP. W czasie swojego trwającego pół wieku pobytu na emigracji uczestniczył w wielu zjazdach o charakterze teologicznym, naukowym, a także patriotyczno-społecznym. W 1966, gdy Polacy na całym świecie obchodzili swój wielki jubileusz Tysiąclecia Chrztu, ks. prof. dr Zdzisław Peszkowski wybrany został prezesem Polish American Historical Association. Na przełomie lat 60./70. był członkiem Zrzeszenia Nauczycieli Polskich w Ameryce z siedzibą w Chicago. W 1966 był prezesem Polsko-Amerykańskiego Stowarzyszenia Historyków.

### Okres po powrocie do Polski
Do Polski powrócił na stałe w 1989. Niedługo wcześniej, 30 października 1988, odprawił mszę św. pod Krzyżem Katyńskim i dokonał przyrzeczenia, iż „nie spocznie, dopóki w tym miejscu nie stanie cmentarz wojskowy i sanktuarium Miłosierdzia Bożego i Matki Bożej Pojednania”. W październiku 1989 wszedł w skład Rady Honorowej Komitetu Historycznego Badania Zbrodni Katyńskiej. Odtąd uczestniczył w ekshumacjach pomordowanych polskich jeńców, między innymi latem w 1991 w Charkowie, gdzie spoczywa jego krewny Edward Peszkowski. Podczas ekshumacji polskich oficerów w latach 90. każdą czaszkę osobiście brał w dłonie, dotykał jej i błogosławił różańcem otrzymanym i poświęconym przez Jana Pawła II. Z jego inicjatywy rok 1995 został ogłoszony Rokiem Katyńskim. 
Jako kapelan Rodzin Katyńskich i Pomordowanych na Wschodzie odwiedzał Polonię rozproszoną po całym świecie. Jako harcmistrz i Naczelny Kapelan ZHP poza granicami Kraju integrował starsze i młodsze pokolenia Polaków. Był orędownikiem głoszenia prawdy, pamięci i sprawiedliwości za zbrodnie dokonane na Wschodzie. W ramach debaty o Katyniu wielokrotnie przytoczył tytułowe słowa ostatniej książki Jana Pawła II pt. Pamięć i tożsamość, powtarzając: „Przebaczamy, ale nie zapominamy”. Dzięki m.in. jego staraniom mogły powstać cmentarze wojskowe w Katyniu, Charkowie i Miednoje, liczne pomniki i miejsca pamięci ku czci polskich oficerów na polskiej ziemi i na obczyźnie, wśród Polonii.
W kwietniu 1999 został założycielem i prezesem Fundacji „Golgota Wschodu”). Był współzałożycielem Komitetu Dobrego Imienia Polski, który miał być odpowiedzią na nagłośnienie zbrodni w Jedwabnem przez Jana Tomasza Grossa, autora książki Sąsiedzi. W skład KDIP weszli między innymi: Witold Tomczak, Marian Barański, Łukasz Jastrzębski, Andrzej Leszek Szcześniak. 3 maja 2000 poświęcił Grudziądzki Pomnik Katyński. W 2000 z jego inspiracji powstał Międzynarodowy Motocyklowy Rajd Katyński. Przez wiele lat związany był ze środowiskiem Radia Maryja.
1 grudnia 1997 ks. Peszkowski wniósł do Sądu Wojewódzkiego w Warszawie pozew o ochronę dóbr osobistych przeciw Zbigniewowi Wiszniewskiemu, autorowi artykułu pt. Joannes Paulus dixit w dzienniku „Trybuna” nr 275 z 26 listopada 1997 (ponadto pozew był przeciw redaktorowi gazety i wydawcy), a proces zakończył się 27 maja 2002 wyrokiem sądu I instancji, nakazującym przeprosiny i zapłatę zadośćuczynienia (w czasie procesu zmarł autor artykułu).
13 czerwca 2004 w Kościele Przemienienia Pańskiego w Sanoku została odprawiona dziękczynna msza święta z okazji 50. rocznicy kapłaństwa ks. Peszkowskiego; w której z powodu choroby jubilat nie uczestniczył; homilię wygłosił jego kolega szkolny ks. Stanisław Turkowski. W dniach 1–3 lipca 2005 uczestniczył w zjeździe absolwentów Gimnazjum Męskiego w Sanoku z okazji 125-lecia powstania szkoły; pod jego przewodnictwem odbyła się wówczas uroczysta msza św. koncelebrowana przez księży-absolwentów gimnazjum.
26 stycznia 2006 Sejm RP V kadencji przez aklamację przyjął uchwałę popierającą kandydaturę ks. Zdzisława Peszkowskiego do pokojowej Nagrody Nobla) (inicjatorką powołania komitetu zabiegającego o to była Teresa Walewska-Przyjałkowska, wniosek złożyły władze miasta Sanoka). Listy poparcia kandydatury zbierano w Polsce, a inicjatywę poparła również Rada Miasta Sanoka. „Ksiądz Prałat Peszkowski przez lata prowadził w Polsce i na forum międzynarodowym niezwykle owocną akcję na rzecz zachowania pamięci i uświadomienia opinii międzynarodowej faktu zbrodni katyńskiej, jako bezprecedensowego mordu popełnionego przez Związek Radziecki na internowanych polskich oficerach. (...) Jednocześnie Ksiądz Prałat – były więzień sowiecki i niedoszła ofiara Katynia od lat działa w duchu przebaczenia i pojednania polsko-rosyjskiego.” – głosiła uchwała Sejmu.
Zmarł 8 października 2007 w szpitalu w warszawskim Aninie. Jego pogrzeb odbył się 16 października 2007; liturgii mszy św. przewodniczył abp Kazimierz Nycz, homilię prymasa Polski Józefa Glempa wygłosił bp Piotr Jarecki, a w uroczystościach uczestniczyli prezydent RP Lech Kaczyński, ostatni prezydent RP na uchodźstwie Ryszard Kaczorowski, prezydent Warszawy Hanna Gronkiewicz-Waltz, marszałek Sejmu RP Ludwik Dorn. Zgodnie z wolą metropolity warszawskiego abp. Kazimierza Nycza spoczął w krypcie w Panteonie Wielkich Polaków w Świątyni Opatrzności Bożej w Warszawie; na inskrypcji nagrobnej zostało umieszczone harcerskie pozdrowienie „Czuwaj!”.

## Odznaczenia i wyróżnienia
Odznaczenia
- Postanowieniem Prezydenta RP na uchodźstwie Edwarda Raczyńskiego z 31 stycznia 1983 został odznaczony Krzyżem Kawalerskim Orderu Odrodzenia Polski[78].
- Postanowieniem Prezydenta RP na uchodźstwie Kazimierza Sabbata z 11 listopada 1988 został odznaczony Krzyżem Oficerskim Orderu Odrodzenia Polski[79].
- Postanowieniem Prezydenta RP na uchodźstwie Ryszarda Kaczorowskiego z 11 listopada 1990 został odznaczony Krzyżem Komandorskim Orderu Odrodzenia Polski[80].
- W 1997 został odznaczony Medalem Polonia Mater Nostra Est.
- 23 czerwca 2006 Minister Kazimierz Michał Ujazdowski przyznał ks. Peszkowskiemu Złoty Medal Zasłużony Kulturze „Gloria Artis”[81][82].
- 8 marca 2007 podczas 67. rocznicy zbrodni katyńskiej Ksiądz Prałat Peszkowski otrzymał Medal Komisji Edukacji Narodowej[83] w Sejmie RP z rąk ministra Romana Giertycha.
- 16 października 2007 za przywracanie pamięci o zbrodni katyńskiej, która została dokonana również na polskich policjantach został pośmiertnie odznaczony przez ministra spraw wewnętrznych i administracji Władysława Stasiaka Złotym Medalem Zasługi dla Policji[77].
- 24 października 2008 przewodniczący Związku Harcerstwa Polskiego Adam Massalski nadał ks. Peszkowskiemu pośmiertnie Krzyż „Za Zasługi dla ZHP”[84].
- Złota Odznaka 85-lecia Harcerstwa w Sanoku (1996)[85].
- Odznaka „Zasłużony dla Sanoka”[86].
- Medalion Pieta Miednoje 1940 (2004)[87]
- W związku z setną rocznicą urodzin w 2018 ksiądz Peszkowski został pośmiertnie odznaczony Orderem Świętego Stanisława[88].

Honorowe obywatelstwa, patronaty i członkostwa
Uchwałą z dnia 24 października 1995 otrzymał tytuł Honorowego Obywatela Królewskiego Wolnego Miasta Sanoka, wręczony 18 listopada 1995.
Otrzymał tytuły Honorowego Obywatela Grudziądza (1995), Honorowego Obywatela Województwa Opolskiego (2002) oraz miast: Grudziądza, Krakowa (15 maja 1996), tytuł Honorowego Obywatela miasta stołecznego Warszawy (lipiec 2003), Piotrkowa Trybunalskiego (2005), tytuł Honorowego Obywatela Miasta Białegostoku (2005), Wrocławia, Łomży, Piastowa i Połczyna Zdroju.
Otrzymał tytuły doktora honoris causa: Papieskiego Wydziału Teologicznego-Bobolanum w Warszawie 7 października 2004 oraz Polskiego Uniwersytetu na Obczyźnie w Londynie.
Tytuły honorowego członkostwa przyznały Zdzisławowi Peszkowskiemu: Katolickie Stowarzyszenia Filmowego im. św. Maksymiliana Kolbego, Fundacja Funduszu Obrony Narodowej, Towarzystwo Przyjaciół Sanoka i Ziemi Sanockiej.
W październiku 2005 ksiądz Zdzisław Peszkowski objął honorowym patronatem Hufca ZHP Ziemi Sanockiej w Sanoku. 10 listopada 2008 nastąpiło oficjalne przyjęcie patronatu jego imienia.
Wyróżnienia i nagrody
- Nagroda specjalna przyznana przez Katolickie Stowarzyszenie „Civitas Christiana”[94].
- Nagroda przyznana przez Krąg Przyjaciół Prymasa Tysiąclecia[94].
- Dyplom honorowy przyznany przez Krajową Komisję Wykonawczą NSZZ Policjantów[94].
- Tytuł Honorowego Brata przyznany przez Towarzystwo Strzeleckie „Bractwo Kurkowe” w Krakowie[94].
- Order Męczeństwa i Zwycięstwa przyznany przez Krajowy Związek Weteranów walk 1939–1989[94].
- Medal przyznany przez Radę Porozumiewawczą Badań nad Polonią[63].
- Wyróżnienie przyznane przez Sekcję Krajową Oświaty i Wychowania NSZZ Solidarność[63].
- Medal Pamiątkowy Zarządu Głównego Ogólnokrajowego Związku Byłych Żołnierzy Korpusu Wojska Polskiego (2002)[63].
- Nagroda przyznana przez miesięcznik „Powściągliwość i Praca” i dziennik „Nasza Polska” (2003)[63].

## Upamiętnienie
Ks. Zdzisław Peszkowski jest bohaterem książki Krzyż południa z 1983 autorstwa Jerzego Krzysztonia. W fabule występuje pod nazwiskiem „Jastrzębiec” – zawołanie rodowe księdza. Podczas II wojny światowej Zdzisław Peszkowski był wychowawcą trzynastoletniego wówczas Krzysztonia.
W Międzynarodowym Roku Katyńskim 1995 ksiądz Peszkowski był inicjatorem 26 sierpnia 1995 akcji pod nazwą „Golgota Wschodu – Polska Pamięta”, w ramach której w 55. rocznicę zbrodni katyńskiej w 1995 w 55 kościołach umieszczono upamiętnienie w postaci Krzyża „Golgota Wschodu” w formie reliefu. Jedna z tychże tablic została odsłonięta 18 listopada 1995 w Kościele Przemienienia Pańskiego w Sanoku (w tym kościele w 1918 Zygmunt Peszkowski został ochrzczony), tego dnia w trakcie mszy św. ks. Peszkowski wygłosił homilię.
Szkole Podstawowej nr 4 w rodzinnym Sanoku nadano imię ks. Zdzisława Jastrzębiec Peszkowskiego. Kapłan wyraził na to zgodę tuż przed śmiercią. Wcześniej, miesiąc po jego odejściu, w listopadzie 2007 przed budynkiem szkoły został zasadzony pamiątkowy platan poświęcony księdzu. Oficjalnie nadanie imienia patrona szkole nastąpiło w pierwszą rocznicę śmierci, 8 października 2008. W tym dniu w głównym holu szkoły została odsłonięta tablica pamiątkowa w hołdzie patronowi. Tablica zawiera podobiznę patrona, a inskrypcja brzmi: Z grodu nad krętym Sanem w szeroki świat. 23 VIII 1918 / 8 X 2007. Ks. Zdzisław Jastrzębiec Peszkowski. Prawda, pamięć, prawo, przebaczenie. Sanok, 8 X 2008. Pierwsze zdanie (Z grodu nad krętym Sanem w szeroki świat) stanowi tytuł książki wspomnieniowej ks. Peszkowskiego, wydanej w Sanoku w 2004.
Za życia Zdzisława Peszkowskiego Rada Miejska w Miastku 24 listopada 2006 nadała imię Zdzisława Peszkowskiego Szkole Podstawowej w Słosinku. 5 czerwca 2008 obok szkoły odsłonięto kamień pamiątkowy honorujący księdza. Ponadto patrona księdza przyjęła do swojej nazwy szkoły: Gimnazjum w Krążkowach 29 maja 2009, gdzie 26 marca 2009 ustanowiono także kamień pamiątkowy honorujący Z. Peszkowskiego.
W latach 2005–2008 ks. hm. Zdzisław Peszkowski był patronem honorowym Hufca Ziemi Sanockiej ZHP, który rok po śmierci księdza, 10 listopada 2008 uroczyście przyjął nazwę Hufiec Ziemi Sanockiej im. ks. hm. Zdzisława Peszkowskiego. Na fasadzie budynku Domu Harcerza w Sanoku przy ulicy Zielonej 39 (także tzw. Willa „Pod Topolami”) w dzielnicy Błonie została ustanowiona tablica pamiątkowa poświęcona ks. hm. Zdzisławowi Peszkowskiemu. Inskrypcja głosi: Na pamiątkę nadania Hufcowi ZHP Ziemi Sanockiej imienia Księdza hm. Zdzisława Peszkowskiego zuchy, harcerze, instruktorzy. Sanok 10.11.2008 r. W budynku 5 marca 2010 została otwarta Izba Pamięci ks. Peszkowskiego.
Symboliczna tablica nagrobna ku jego pamięci została umieszczona na grobowcu rodzinnym rodziny Peszkowskich na Cmentarzu Centralnym w Sanoku (w którym zostali pochowani jego rodzice i brat Bolesław), odnowionym i poświęconym 23 sierpnia 2008 przez proboszcza parafii Przemienienia Pańskiego w Sanoku ks. dr. Andrzeja Skibę, w 90. rocznicę urodzin księdza.
18 kwietnia 2009 na Cmentarzu Centralnym w Sanoku został odsłonięty Pomnik Golgota Wschodu, powstały z inicjatywy ks. Zdzisława Peszkowskiego, upamiętniający pochodzące z Sanoka i Ziemi Sanockiej ofiary zbrodni katyńskiej. Głównym jego elementem jest Krzyż Pamięci Ofiar Polskiej Golgoty Wschodu, poświęcony 10 listopada 2008. Stanowi go krzyż brzozowy z tabliczką o treści: Ofiarom polskiej Golgoty Wschodu. U podstawy krzyża umieszczono kamienie, na których widnieją trzy tabliczki. Pierwsza zawiera inskrypcję Krzyż wzniesiono z inicjatywy Ks. Prałata Zdzisława J. Peszkowskiego staraniem Hufca ZHP Ziemi Sanockiej. A.D. 2008., druga – W 40-stym nas Matko na Sybir zesłali. Sanok, 04.2009., ufundowana przez Związek Sybiraków, zaś trzecia, upamiętniająca por. Zbigniewa Czekańskiego zawiera cytat ks. Zdzisława Peszkowskiego i informację pamiątkową: Sercem i modlitwą otaczam postać dh Z. Czekańskiego, umiłowanego harcerza, konspiratora, bohatera i męczennika, ks. Z. Peszkowski / por. Zbigniew Czekański ur. 4.VII.1907 zginął 30.VI.1941. Z-ca komendanta hufca harcerzy w Sanoku. Dowódca Harcerskiej Kompanii Obrony Lwowa w 1939 r. Instruktor Chorągwi Lwowskiej Szarych Szeregów. Sanok, 18.04.2009. 18 kwietnia 2009, w ramach akcji „Katyń... pamiętamy” / „Katyń... Ocalić od zapomnienia”, w tzw. Alei Katyńskiej wokoło krzyża zostało zasadzonych 21 Dębów Pamięci. W drugą rocznicę śmierci księdza, 8 października 2009, posadzono trzy następne Dęby Pamięci, a w piątą rocznicę w 2012 dwa kolejne. Jeden z nich upamiętnia krewnego Zdzisława Peszkowskiego, ppłk. Edwarda Peszkowskiego (1891–1940).
14 maja 2008 imię ks. Zdzisława Jastrzębiec Peszkowskiego nadano Publicznemu Gimnazjum w Belsku Dużym.
26 czerwca 2009 poświęcono Skwer im. ks. Zdzisława Peszkowskiego na osiedlu Jachcice w Bydgoszczy.
31 sierpnia 2010 na terenie Polskiego Seminarium Świętych Cyryla i Metodego w Orchard Lake w stanie Michigan w Stanach Zjednoczonych odsłonięto pomnik upamiętniający ks. prałata Zdzisława Peszkowskiego, ofiary zbrodni katyńskiej i ofiary katastrofy polskiego Tu-154 w Smoleńsku.
17 września 2010 w Alei Wielkich Polaków w parku im. Henryka Jordana w Krakowie (V.3) odsłonięto popiersie ks. Zdzisława Peszkowskiego zrealizowane w ramach projektu „słynni Polacy XX w.”. 17 września 2012 w Grudziądzu odsłonięto popiersie ks. Zdzisława Peszkowskiego przy ulicy Mickiewicza.
Ksiądz Peszkowski został wybrany patronem wycieczki motocyklowej na Jasną Górę oraz w 2008 patronem zlotu motocyklistów udających się na Jasną Górę.
Postać księdza Peszkowskiego znajduje się na polskim znaczku pocztowym wydanym z okazji 60. rocznicy zbrodni w Katyniu.
11 listopada 2013 sanoccy harcerze z Hufca Ziemi Sanockiej ZHP umieścili tablicę informacyjną pamięci ks. Zdzisława Peszkowskiego na budynku przy ulicy Jagiellońskiej 10 w Sanoku, w którym w przeszłości jego rodzice prowadzili cukiernię.
W grudniu 2013 wydano monetę z wizerunkiem ks. Peszkowskiego.
Spuścizną Zdzisława Peszkowskiego zajęła się założona przez niego Fundacja „Golgota Wschodu”. Ponadto gromadzenie pamiątek po księdzu podjęła Szkoła Podstawowa nr 4 w Sanoku.
W związku z setną rocznicą urodzin ks. Peszkowskiego w rodzinnym Sanoku 23 sierpnia 2018 została odprawiona msza św. w kościele Przemienienia Pańskiego. Z tej samej okazji 13 września 2018 Sejm Rzeczypospolitej Polskiej VIII kadencji podjął uchwałę honorującą księdza (reprezentantem wnioskodawców uchwały był poseł z Sanoka, dr Piotr Uruski). Analogiczną uchwałę przyjął również Senat RP IX kadencji 27 września 2018.
Istniejący w Sanoku od 2011 Plac Harcerski uchwałą Rady Miasta Sanoka z 25 marca 2021 został przemianowany na „Plac Harcerski im. ks. Zdzisława Peszkowskiego”. Na tymże placu w 104 rocznicę urodzin ks. Zdzisława Peszkowskiego 23 sierpnia 2022 odsłonięto jego popiersie na placu jego imienia w Sanoku.
Rondo im. ks. Zdzisława Peszkowskiego znajduje się na warszawskim Radiowie.

## Wybrane publikacje (podmiotowe)
Był autorem książek oraz kilkuset broszur, rozpraw i artykułów poświęconych teologii, historii Polski, filozofii, literaturze, sprawom moralnym i narodowym.
- Madonna poetów. Antologia współczesnej polskiej poezji Maryjnej (1966, Oficyna Bednarczyków)[133][134]
- Krzak gorejący. Antologia polskiej poezji religijnej, Orchard Lake [1973]
- Ojciec. Wspomnienie o Stefanie kardynale Wyszyńskim, Prymasie Polskim, Orchard Lake 1987
- Zdzisław Peszkowski: Wspomnienia jeńca z Kozielska. Warszawa: Wydawnictwo Archidiecezji Warszawskiej, 1989. ISBN 83-85015-66-3. Brak numerów stron w książce
- I ujrzałem doły śmierci. Charków – Miednoje – Katyń, Śrem 1993
- Pamięć Golgoty Wschodu, Warszawa 2000, ISBN 83-88202-01-4.
- Z grodu nad krętym Sanem w szeroki świat. Sanok: Muzeum Historyczne w Sanoku, 2004. ISBN 83-919305-3-X. Brak numerów stron w książce

## Publikacje przedmiotowe
- Ksiądz Prałat harcmistrz Zdzisław Jastrzębiec Peszkowski – Patron Sanockich Harcerzy (2008, autorka: Krystyna Chowaniec)[84]
- Prawda, pamięć, sprawiedliwość: posłannictwo księdza Zdzisława J. Peszkowskiego (2009)
- Świadek prawdy. Ksiądz Zdzisław Jastrzębiec Peszkowski (1918–2007) (autor: Grzegorz Łęcicki, wyd. I)
- Ksiądz Zdzisław Peszkowski 1918–2007 (autor: Grzegorz Łęcicki, Oficyna Wydawnicza „Rytm” – Warszawa 2012 ISBN 978-837399-505-5, wyd. II)